# Péteri
Péteri is een plaats (község) en gemeente in het Hongaarse comitaat Pest. Péteri telt 1905 inwoners (2001).